# Дискография Lil Peep
Lil Peep — американский рэпер, который выпустил четыре студийных альбома, пять микстейпов, 16 мини-альбомов и тридцать семь синглов.
Его студийный альбом Come Over When You’re Sober, Pt. 1 был выпущен в августе 2017 года и достиг тридцать восьмой позиции в чарте Billboard 200. В поддержку альбома были выпущены четыре сингла: «Benz Truck (Гелик)», «The Brightside», «Awful Things» и «Save That Shit». В январе 2018 года вышел его первый посмертный сингл «Spotlight» с Marshmello. Затем последовали «4 Gold Chains» c Clams Casino и «Falling Down» с другим рэпером XXXTentacion в том же году. Вскоре после этого была выпущена оригинальная версия «Sunlight On Your Skin» с куплетом американского рэпера iLoveMakonnen. Оба трека «Falling Down» и «Sunlight On Your Skin» были добавлены в качестве бонус-треков к deluxe-версии Come Over When You’re Sober, Pt. 2.
Первый посмертный проект Lil Peep, Come Over When You’re Sober, Pt. 2, был анонсирован в октябре 2018 года и выпущен 9 ноября 2018 года. В поддержку альбома было выпущено три сингла: «Cry Alone», «Runaway» и ремикс на песню «Life», которая получила название «Life is Beautiful».
Второй посмертный проект Lil Peep, Everybody’s Everything, вышел 15 ноября 2019 года, во вторую годовщину смерти Lil Peep. Альбом также стал официальным саундтреком к одноимённому документальному фильму о жизни покойного Lil Peep. Альбом содержит синглы от продюсера и друга Bighead с переизданием их хита «Witchblades» и официальный релиз «Liar» и «Aquafina» с участием Rich The Kid.

## Альбомы

### Студийные альбомы
| Название                                                                                 | Детали                                                                                        | Высшая позиция в чартах | Высшая позиция в чартах | Высшая позиция в чартах | Высшая позиция в чартах | Высшая позиция в чартах | Высшая позиция в чартах | Высшая позиция в чартах | Высшая позиция в чартах | Высшая позиция в чартах | Высшая позиция в чартах | Сертификации                                    |
| Название                                                                                 | Детали                                                                                        | US                      | US R&B/HH               | AUS                     | AUT                     | CAN                     | DEN                     | GER                     | NZ                      | SWE                     | UK                      | Сертификации                                    |
| ---------------------------------------------------------------------------------------- | --------------------------------------------------------------------------------------------- | ----------------------- | ----------------------- | ----------------------- | ----------------------- | ----------------------- | ----------------------- | ----------------------- | ----------------------- | ----------------------- | ----------------------- | ----------------------------------------------- |
| Come Over When You’re Sober, Pt. 1                                                       | - Релиз: 15 августа 2017 - Лейбл: Autnmy, AWAL - Формат: Цифровая загрузка, LP                | 38                      | 16                      | —                       | 54                      | 34                      | 32                      | 82                      | 19                      | 11                      | 71                      | - RIAA: золотой - BPI: золотой                  |
| Come Over When You’re Sober, Pt. 2                                                       | - Релиз: 9 ноября 2018 - Лейбл: Autnmy, Columbia - Формат: CD, LP, цифровая загрузка, кассета | 4                       | —                       | 15                      | 17                      | 4                       | 12                      | 26                      | 9                       | 3                       | 19                      | - RIAA: платиновый - BPI: золотой - MC: золотой |
| Come Over When You’re Sober, Pt. 2 (og version)                                          | - Релиз: 10 ноября 2023 - Лейбл: Death Note Music, Columbia - Формат: цифровая загрузка       | —                       | —                       | —                       | —                       | —                       | —                       | —                       | —                       | —                       | —                       |                                                 |
| «—» обозначает запись, которая не попала в чарт или не была выпущена на этой территории. |                                                                                               |                         |                         |                         |                         |                         |                         |                         |                         |                         |                         |                                                 |

### Совместные альбомы
| Название                             | Детали                                                             |
| ------------------------------------ | ------------------------------------------------------------------ |
| Diamonds (совместно с iLoveMakonnen) | - Релиз: 8 сентября 2023 - Лейбл: AWAL - Формат: Цифровая загрузка |

### Сборники
| Название               | Детали                                                                                    | Высшая позиция в чартах | Высшая позиция в чартах | Высшая позиция в чартах | Высшая позиция в чартах | Высшая позиция в чартах | Высшая позиция в чартах | Высшая позиция в чартах | Высшая позиция в чартах | Сертификации      |
| Название               | Детали                                                                                    | US                      | AUS                     | AUT                     | CAN                     | GER                     | NZ                      | SWE                     | UK                      | Сертификации      |
| ---------------------- | ----------------------------------------------------------------------------------------- | ----------------------- | ----------------------- | ----------------------- | ----------------------- | ----------------------- | ----------------------- | ----------------------- | ----------------------- | ----------------- |
| Everybody’s Everything | - Релиз: 15 ноября 2019 - Лейбл: Autnmy, Columbia - Формат: LP, CD, дистрибуция, стриминг | 14                      | 55                      | 50                      | 13                      | 94                      | 27                      | 32                      | 63                      | - BPI: серебряный |

### Микстейпы
| Название                            | Детали | Высшая позиция в чартах | Высшая позиция в чартах | Высшая позиция в чартах | Высшая позиция в чартах | Высшая позиция в чартах | Высшая позиция в чартах | Высшая позиция в чартах | Высшая позиция в чартах |
| Название                            | Детали | US                      | AUS                     | AUT                     | CAN                     | GER                     | NZ                      | SWE                     | UK                      |
| ----------------------------------- | --- | ----------------------- | ----------------------- | ----------------------- | ----------------------- | ----------------------- | ----------------------- | ----------------------- | ----------------------- |
| Lil Peep; Part One                  | - Релиз: 18 сентября 2015 - Лейбл: Вне лейбла - Формат: Цифровая загрузка                                                              | —                       | —                       | —                       | —                       | —                       | —                       | —                       | —                       |
| Mall Musicc (совместно с Boy Froot) | - Релиз: 1 ноября 2015 - Лейбл: Вне лейбла - Формат: Цифровая загрузка                                                                 | —                       | —                       | —                       | —                       | —                       | —                       | —                       | —                       |
| Live Forever                        | - Релиз: 2 декабря 2015 (переиздан 2 декабря 2022) - Лейбл: Вне лейбла (переиздан на Autnmy) - Формат: Цифровая загрузка               | —                       | —                       | —                       | —                       | —                       | —                       | —                       | —                       |
| Crybaby                             | - Релиз: 10 июня 2016 (переиздан 10 июня 2020) - Лейбл: Вне лейбла (переиздан на Autnmy) - Формат: Цифровая загрузка, стриминг         | —                       | —                       | 45                      | —                       | 51                      | 36                      | —                       | —                       |
| Hellboy                             | - Релиз: 25 сентября 2016 (переиздан 25 сентября 2020) - Лейбл: Вне лейбла (переиздан на Autnmy) - Формат: Цифровая загрузка, стриминг | 52                      | 45                      | 23                      | 71                      | 52                      | 26                      | 58                      | 37                      |

## Мини-альбомы
| Название                                         | Детали |
| ------------------------------------------------ | --- |
| Feelz                                            | - Релиз: 16 мая 2015 (переиздание 20 мая 2022) - Лейбл: Вне лейбла (переиздан на AUTNMY) - Формат: Цифровая загрузка       |
| In The Bedroom, I Confess (совместно с OmenXIII) | - Релиз: 17 июня 2015 - Лейбл: Вне лейбла - Формат: Цифровая загрузка                                                      |
| Garden (совместно с Atoms)                       | - Релиз: 25 августа 2015 - Лейбл: Вне лейбла - Формат: Цифровая загрузка                                                   |
| Romeo's Regrets (совместно с Bexey)              | - Релиз: 14 ноября 2015 - Лейбл: Вне лейбла - Формат: Цифровая загрузка                                                    |
| Vertigo (совместно с John Mello)                 | - Релиз: 19 декабря 2015 (переиздание 5 марта 2020) - Лейбл: Вне лейбла (переиздан на AUTNMY) - Формат: Цифровая загрузка  |
| California Girls                                 | - Релиз: 16 января 2016 (переиздание 29 января 2021) - Лейбл: Вне лейбла (переиздан на AUTNMY) - Формат: Цифровая загрузка |
| Elemental (совместно с Schemaposse)              | - Релиз: 9 февраля 2016 - Лейбл: Вне лейбла - Формат: Цифровая загрузка                                                    |
| Dead Broke (совместно с Itsoktocry)              | - Релиз: 3 марта 2016 - Лейбл: Вне лейбла - Формат: Цифровая загрузка                                                      |
| Teen Romance (совместно с Lederrick)             | - Релиз: 19 июня 2016 (переиздание 19 июня 2024) - Лейбл: Вне лейбла (переиздан на AWAL) - Формат: Цифровая загрузка       |
| Castles (совместно с Lil Tracy)                  | - Релиз: 4 июля 2016 (переиздание 2 июля 2021) - Лейбл: Вне лейбла (переиздан на AUTNMY) - Формат: Цифровая загрузка       |
| Castles II (совместно с Lil Tracy)               | - Релиз: 6 февраля 2017 (переиздание 2 июля 2021) - Лейбл: Вне лейбла (переиздан на AUTNMY) - Формат: Цифровая загрузка    |
| Goth Angel Sinner                                | - Релиз: 31 октября 2019 - Лейбл: Autnmy, Columbia - Формат: Цифровая загрузка, стриминг                                   |
| Friends (совместно с Yunggoth)                   | - Релиз: 5 ноября 2021 - Лейбл: Autnmy - Формат: Цифровая загрузка, стриминг                                               |
| High Fashion (совместно с Harry Fraud)           | - Релиз: 3 декабря 2021 - Лейбл: Autnmy - Формат: Цифровая загрузка, стриминг                                              |
| Changes (совместно с Meeting by Chance)          | - Релиз: 31 мая 2023 - Лейбл: AWAL - Формат: Цифровая загрузка                                                             |
| Hate Me                                          | - Релиз: 8 марта 2024 - Лейбл: AWAL - Формат: Цифровая загрузка                                                            |

## Синглы
| Название                                                                                 | Год  | Высшая позиция в чартах | Высшая позиция в чартах | Высшая позиция в чартах | Высшая позиция в чартах | Высшая позиция в чартах | Высшая позиция в чартах | Высшая позиция в чартах | Сертификации | Альбом                                          |
| Название                                                                                 | Год  | US                      | AUS                     | CAN                     | CZE                     | NZ                      | SWE                     | UK                      | Сертификации | Альбом                                          |
| ---------------------------------------------------------------------------------------- | ---- | ----------------------- | ----------------------- | ----------------------- | ----------------------- | ----------------------- | ----------------------- | ----------------------- | --- | ----------------------------------------------- |
| «Girls» (при участии Horse Head)                                                         | 2016 | —                       | —                       | —                       | —                       | —                       | —                       |                         | | Hellboy                                         |
| «White Wine» (совместно с Lil Tracy)                                                     | 2017 | —                       | —                       | —                       | —                       | —                       | —                       | —                       | | Castles                                         |
| «Kiss»                                                                                   | 2017 | —                       | —                       | —                       | —                       | —                       | —                       | —                       | | Внеальбомные синглы                             |
| «Honestly»                                                                               | 2017 | —                       | —                       | —                       | —                       | —                       | —                       | —                       | | Внеальбомные синглы                             |
| «Beamer Boy»                                                                             | 2017 | —                       | —                       | —                       | —                       | —                       | —                       | —                       | - RIAA: платиновый - ARIA: платиновый - BPI: серебряный                                                                          | California Girls                                |
| «Absolute in Doubt» (при участии Wicca Phase Springs Eternal)                            | 2017 | —                       | —                       | —                       | —                       | —                       | —                       | —                       | | Crybaby                                         |
| «Benz Truck (Гелик)»                                                                     | 2017 | —                       | —                       | —                       | 39                      | —                       | —                       | —                       | - RIAA: платиновый - ARIA: золотой - BPI: серебряный                                                                             | Come Over When You’re Sober, Pt. 1              |
| «The Brightside»                                                                         | 2017 | —                       | —                       | —                       | 76                      | —                       | —                       | —                       | | Come Over When You’re Sober, Pt. 1              |
| «Awful Things» (при участии Lil Tracy)                                                   | 2017 | 79                      | —                       | 58                      | 28                      | —                       | —                       | —                       | - RIAA: платиновый - ARIA: золотой - BPI: серебряный                                                                             | Come Over When You’re Sober, Pt. 1              |
| «Save That Shit»                                                                         | 2017 | —                       | —                       | 97                      | 40                      | —                       | 75                      | —                       | - ARIA: платиновый - BPI: золотой - RIAA: платиновый - SNEP: золотой                                                             | Come Over When You’re Sober, Pt. 1              |
| «Nightslayer» (совместно с Bexey)                                                        | 2017 | —                       | —                       | —                       | —                       | —                       | —                       | —                       | | Внеальбомные синглы                             |
| «Avoid» (при участии Wicca Phase Springs Eternal и Døves)                                | 2017 | —                       | —                       | —                       | —                       | —                       | —                       | —                       | | Внеальбомные синглы                             |
| «Spotlight» (совместно с Marshmello)                                                     | 2018 | —                       | —                       | 73                      | —                       | —                       | 61                      | 74                      | - RIAA: платиновый - BPI: серебряный                                                                                             | Внеальбомные синглы                             |
| «4 Gold Chains» (при участии Clams Casino)                                               | 2018 | —                       | —                       | —                       | —                       | —                       | —                       | —                       | | Внеальбомные синглы                             |
| «Falling Down» (совместно с XXXTentacion)                                                | 2018 | 13                      | 7                       | 5                       | 3                       | 1                       | 1                       | 10                      | - RIAA: 3 × платиновый - ARIA: платиновый - RMNZ: платиновый - BPI: золотой - MC: 2 × платиновый - SNEP: золотой - FIMI: золотой | Come Over When You’re Sober, Pt. 2              |
| «Sunlight on Your Skin» (совместно с iLoveMakonnen)                                      | 2018 | —                       | —                       | —                       | —                       | —                       | —                       | —                       | | Come Over When You’re Sober, Pt. 2              |
| «Cry Alone»                                                                              | 2018 | —                       | —                       | —                       | 51                      | —                       | 96                      | —                       | | Come Over When You’re Sober, Pt. 2              |
| «Runaway»                                                                                | 2018 | —                       | —                       | —                       | 28                      | —                       | —                       | —                       | | Come Over When You’re Sober, Pt. 2              |
| «Life Is Beautiful»                                                                      | 2018 | —                       | —                       | —                       | 10                      | —                       | —                       | 87                      | | Come Over When You’re Sober, Pt. 2              |
| «I’ve Been Waiting» (совместно с iLoveMakonnen при участии Fall Out Boy)                 | 2019 | 62                      | —                       | —                       | —                       | —                       | —                       | —                       | - RIAA: золотой | Greatest Hits: Believers Never Die – Volume Two |
| «Star Shopping»                                                                          | 2019 | —                       | —                       | —                       | —                       | —                       | —                       | —                       | - RIAA: 2 × платиновый - ARIA: платиновый - BPI: золотой                                                                         | Внеальбомные синглы                             |
| «Gym Class»                                                                              | 2019 | —                       | —                       | —                       | —                       | —                       | —                       | —                       | | Внеальбомные синглы                             |
| «Me and You» (совместно с Cold Hart)                                                     | 2020 | —                       | —                       | —                       | —                       | —                       | —                       | —                       | | Внеальбомные синглы                             |
| «Keep My Coo»                                                                            | 2021 | —                       | —                       | —                       | —                       | —                       | —                       | —                       | | Everybody’s Everything                          |
| «Ghost Boy»                                                                              | 2021 | —                       | —                       | —                       | —                       | —                       | —                       | —                       | | Lil Peep; Part One и Everybody’s Everything     |
| «Live Forever»                                                                           | 2021 | —                       | —                       | —                       | —                       | —                       | —                       | —                       | | Live Forever и Everybody’s Everything           |
| «Liar»                                                                                   | 2021 | —                       | —                       | —                       | —                       | —                       | —                       | —                       | | Everybody’s Everything                          |
| «Halloween» (совместно с Lil Skil)                                                       | 2021 | —                       | —                       | —                       | —                       | —                       | —                       | —                       | | Внеальбомные синглы                             |
| «Right Here» (совместно с Horse Head)                                                    | 2021 | —                       | —                       | —                       | —                       | —                       | —                       | —                       | | Внеальбомные синглы                             |
| «Nuts» (при участии Rainy Bear)                                                          | 2021 | —                       | —                       | —                       | —                       | —                       | —                       | —                       | | Live Forever                                    |
| «About U»                                                                                | 2022 | —                       | —                       | —                       | —                       | —                       | —                       | —                       | | Внеальбомный сингл                              |
| «Flannel»                                                                                | 2022 | —                       | —                       | —                       | —                       | —                       | —                       | —                       | | Live Forever                                    |
| «Haunt U»                                                                                | 2022 | —                       | —                       | —                       | —                       | —                       | —                       | —                       | | Live Forever                                    |
| «Runaway (OG Version)»                                                                   | 2023 | —                       | —                       | —                       | —                       | —                       | —                       | —                       | | Come Over When You’re Sober, Pt. 2 (og version) |
| «Your Eyes»                                                                              | 2023 | —                       | —                       | —                       | —                       | —                       | —                       | —                       | | Внеальбомный синглы                             |
| «Switch Up»                                                                              | 2023 | —                       | —                       | —                       | —                       | —                       | —                       | —                       | | Внеальбомный синглы                             |
| «November» (совместно с iLoveMakonnen)                                                   | 2023 | —                       | —                       | —                       | —                       | —                       | —                       | —                       | | Diamonds                                        |
| "Hollywood Dreaming" (совместно с Gab3)                                                  | 2024 | —                       | —                       | —                       | —                       | —                       | —                       | —                       | |                                                 |
| "No Respect Freestyle"                                                                   | 2024 | —                       | —                       | —                       | —                       | —                       | —                       | —                       | |                                                 |
| Lil Angel                                                                                | 2024 | —                       | —                       | —                       | —                       | —                       | —                       | —                       | |                                                 |
| «—» обозначает запись, которая не попала в чарт или не была выпущена на этой территории. |      |                         |                         |                         |                         |                         |                         |                         | |                                                 |

## Другие песни в чартах
| Название                                                                                 | Год  | Высшая позиция в чартах | Высшая позиция в чартах | Высшая позиция в чартах | Высшая позиция в чартах | Альбом                              |
| Название                                                                                 | Год  | CZE                     | NZ Hot                  | SVK                     | SWE Heat.               | Альбом                              |
| ---------------------------------------------------------------------------------------- | ---- | ----------------------- | ----------------------- | ----------------------- | ----------------------- | ----------------------------------- |
| «California World» (совместно с Nedarb при участии Craig Xen)                            | 2016 | —                       | 16                      | —                       | —                       | California Girls                    |
| «Let Me Bleed» (совместно с Nedarb)                                                      | 2016 | —                       | 38                      | —                       | —                       | California Girls                    |
| «Lil Kennedy» (совместно с Nedarb)                                                       | 2016 | —                       | 40                      | —                       | —                       | California Girls                    |
| «U Said»                                                                                 | 2017 | 70                      | —                       | —                       | —                       | Come Over When You’re Sober, Pt. 1  |
| «Better Off (Dying)»                                                                     | 2017 | 82                      | —                       | —                       | —                       | Come Over When You’re Sober, Pt. 1  |
| «Broken Smile (My All)»                                                                  | 2018 | 33                      | 8                       | 27                      | —                       | Come Over When You’re Sober, Pt. 2  |
| «Sex with My Ex»                                                                         | 2018 | 43                      | 9                       | 30                      | 1                       | Come Over When You’re Sober, Pt. 2  |
| «Leanin’»                                                                                | 2018 | 81                      | —                       | 60                      | —                       | Come Over When You’re Sober, Pt. 2  |
| «16 Lines»                                                                               | 2018 | 80                      | 18                      | 58                      | —                       | Come Over When You’re Sober, Pt. 2  |
| «Hate Me»                                                                                | 2018 | 96                      | —                       | 67                      | —                       | Come Over When You’re Sober, Pt. 2  |
| «IDGAF»                                                                                  | 2018 | 83                      | —                       | 61                      | —                       | Come Over When You’re Sober, Pt. 2  |
| «White Girl»                                                                             | 2018 | —                       | —                       | 98                      | —                       | Come Over When You’re Sober, Pt. 2  |
| «Witchblades» (совместно с Lil Tracy)                                                    | 2019 | —                       | 18                      | —                       | —                       | Castles II & Everybody’s Everything |
| «Fangirl» (при участии Gab3)                                                             | 2019 | —                       | 38                      | —                       | —                       | Everybody’s Everything              |
| «Your Favorite Dress» (совместно с Lil Tracy)                                            | 2021 | —                       | 39                      | —                       | —                       | Castles II                          |
| «Feelz»                                                                                  | 2022 | —                       | 35                      | —                       | —                       | Feelz                               |
| «—» обозначает запись, которая не попала в чарт или не была выпущена на этой территории. |      |                         |                         |                         |                         |                                     |

## Гостевое участие
| Название                           | Год  | Другие артисты                                                          | Альбом                                   |
| ---------------------------------- | ---- | ----------------------------------------------------------------------- | ---------------------------------------- |
| «Never Alone»                      | 2015 | OmenXIII                                                                |                                          |
| «Family»                           | 2015 | OmenXIII                                                                | Внеальбомные синглы                      |
| «Goth Queen»                       | 2015 | Boy Froot                                                               | Внеальбомные синглы                      |
| «On the Floor»                     | 2015 | Yunggoth                                                                | Внеальбомные синглы                      |
| «Bitch I’ma Kill You»              | 2015 | JGrxxn, Ghostemane                                                      | Внеальбомные синглы                      |
| «October»                          | 2015 | Hector Vaé                                                              | Внеальбомные синглы                      |
| «Words You Hear on a Sinking Ship» | 2015 | JGrxxn, Ghostemane                                                      | Внеальбомные синглы                      |
| «Mo’ Murda»                        | 2015 | Neeks                                                                   | Внеальбомные синглы                      |
| «Black Fingernails»                | 2015 | SOWHATIMDEAD                                                            | Внеальбомные синглы                      |
| «Another Cup»                      | 2016 | Drippin' So Pretty                                                      | Внеальбомные синглы                      |
| «Backstage Shawty»                 | 2016 | Nedarb Nagrom                                                           | Внеальбомные синглы                      |
| «RunninOutOfTime (R.O.O.T.)»       | 2016 | P2theGoldMa$k                                                           | Внеальбомные синглы                      |
| «Niagara»                          | 2016 | Ghostemane                                                              | Rituals                                  |
| «Rain»                             | 2016 | Mikey the Magician                                                      | Внеальбомные синглы                      |
| «P2M»                              | 2016 | EndyEnds                                                                | Внеальбомные синглы                      |
| «Emo Nite»                         | 2016 | Little Pain                                                             | Внеальбомные синглы                      |
| «Ashamed of Myself»                | 2016 | Little Pain                                                             | Внеальбомные синглы                      |
| «Ignorant»                         | 2016 | Little Pain                                                             | Внеальбомные синглы                      |
| «Homecoming»                       | 2016 | Killstation, JGrxxn, Ghostemane, Kold-Blooded, OmenXIII, Brennan Savage | Внеальбомные синглы                      |
| «On the Run»                       | 2016 | Cold Hart                                                               | Внеальбомные синглы                      |
| «Dying»                            | 2016 | Cold Hart                                                               | Внеальбомные синглы                      |
| «Glassy»                           | 2016 | Meeting by Chance                                                       | Changes                                  |
| «Let It Flow»                      | 2016 | Meeting by Chance                                                       | Changes                                  |
| «Lie to Me»                        | 2016 | Meeting by Chance                                                       | Changes                                  |
| «Light Show»                       | 2016 | Meeting by Chance                                                       | Changes                                  |
| «Lose My Mind»                     | 2016 | Meeting by Chance                                                       | Changes                                  |
| «P.S. Fuck You Cunt»               | 2016 | Fat Nick                                                                | When the Lean Runs Out                   |
| «Blueberry Lemonade»               | 2016 | Craig Xen, Nedarb Nagrom                                                | Внеальбомные синглы                      |
| «The Kronik»                       | 2016 | Kronik Williams                                                         | Внеальбомные синглы                      |
| «Water Damage»                     | 2016 | Wavy Jone$                                                              | Reality Is a Hoax & Humans Are a Disease |
| «Down for You»                     | 2016 | Cold Hart                                                               | The OC Season 2                          |
| «Coke»                             | 2016 | Yunggoth                                                                | Внеальбомные синглы                      |
| «Hate My Life»                     | 2016 | Mystic Phonk                                                            | Внеальбомные синглы                      |
| «(NewWorldOrder)»                  | 2016 | Ski Mask the Slump God, Lil Tracy                                       | Внеальбомные синглы                      |
| «No Love»                          | 2016 | Mikey Cortez                                                            | Внеальбомные синглы                      |
| «Kiss Me»                          | 2016 | Horse Head                                                              | Внеальбомные синглы                      |
| «Missed Calls»                     | 2016 | Mackned                                                                 | American Boy                             |
| «Apparition Love»                  | 2016 | YungJZAisDead                                                           | Внеальбомные синглы                      |
| «Oh It’s Lit»                      | 2016 | Fat Nick                                                                | Внеальбомные синглы                      |
| «Fantasy»                          | 2016 | Pollàri                                                                 | Внеальбомные синглы                      |
| «Not the One»                      | 2016 | Since When                                                              | Your Name Is Still My Password           |
| «Crying»                           | 2017 | Yunggoth                                                                | Внеальбомные синглы                      |
| «Backseat»                         | 2017 | Lil Tracy                                                               | Внеальбомные синглы                      |
| «Getting Money Still Sad Too»      | 2017 | Horse Head                                                              | Внеальбомные синглы                      |
| «Hollywood Dreamin'»               | 2017 | Gab3                                                                    | Внеальбомные синглы                      |
| «4am In LA»                        | 2017 | Chxpo                                                                   | Emo Savage                               |
| «Oh»                               | 2017 | Lil Raven, Lil Tracy                                                    | Fly Away                                 |
| «Man Down»                         | 2017 | KirbLaGoop                                                              | Goop                                     |
| «Unify»                            | 2017 | AGoff                                                                   | Внеальбомные синглы                      |
| «Suicide»                          | 2017 | Mackned                                                                 | Внеальбомные синглы                      |
| «Overdose»                         | 2017 | Smokeasac                                                               | Внеальбомные синглы                      |
| «In Dis Bih»                       | 2017 | Thouxanbanfauni, Lil Tracy                                              | XOXO                                     |
| «Going Through My Cellphone»       | 2017 | Mackned                                                                 | Внеальбомный сингл                       |
| «Pictures 2»                       | 2017 | Mackned, Lil Tracy                                                      | Hollywood Dropout                        |
| «Black Jeep»                       | 2017 | Mackned, Cold Hart                                                      | Hollywood Dropout                        |
| «U Don’t Know Me»                  | 2017 | Original God                                                            | The Second Coming                        |
| «Night Slayer»                     | 2017 | Bexey                                                                   | Внеальбомные синглы                      |
| «Supernova/Reflection»             | 2017 | Slug Christ                                                             | Внеальбомные синглы                      |
| «Time Bomb»                        | 2017 | Horse Head                                                              | This Mess Is My Mess                     |
| «Visine»                           | 2017 | Antwon                                                                  | Sunnyvale Gardens                        |
| «Poor Thing»                       | 2017 | Jaxxon D. Silva                                                         | Poor Thing                               |
| «ZZZ»                              | 2017 | Milkavelli                                                              | Cult Member                              |
| «Get Fucked Up»                    | 2017 | Marty Baller                                                            | Внеальбомный сингл                       |
| «I Can’t Feel My Face»             | 2017 | KirbLaGoop, Mackned                                                     | Trapped In da 100                        |
| «Got ’Em Like»                     | 2018 | Juicy J, Wiz Khalifa                                                    | ShutDaFukUp                              |
| «Dreams & Nightmares»              | 2018 | Teddy                                                                   | Внеальбомный сингл                       |
| «Spine»                            | 2021 | Gab3                                                                    | Ready To Rave?                           |

## Музыкальные видео
| Год  | Название                             | Альбом                             | Режиссёр                     |
| ---- | ------------------------------------ | ---------------------------------- | ---------------------------- |
| 2015 | «nothing to you»                     | Lil Peep; Part One                 | Astari                       |
| 2015 | «Live Forever»                       | Live Forever                       | Astari                       |
| 2016 | «M.O.S»                              | Vertigo                            | Astari                       |
| 2016 | «DRUGZ»                              | Vertigo                            | lil skil                     |
| 2016 | «beamerboy»                          | California Girls                   | TrillPhonk                   |
| 2016 | «Words You Hear On A Sinking Ship»   | Get to Know Us                     | TrillPhonk                   |
| 2016 | «Come Around»                        | Vertigo                            | No Jumper                    |
| 2016 | «california world»                   | California Girls                   | Nick Blanco                  |
| 2016 | «Switch Up»                          | Внеальбомный сингл                 | No Jumper                    |
| 2016 | «Your Eyes»                          | Внеальбомный сингл                 | Astari                       |
| 2016 | «Gym Class»                          | Внеальбомный сингл                 | Killstation                  |
| 2016 | «white tee»                          | Crybaby                            | Killstation                  |
| 2016 | «white wine»                         | Castles                            | Wiggy                        |
| 2016 | «COBAIN»                             | Hellboy                            | Nick Blanco                  |
| 2017 | «girls»                              | Hellboy                            | Ramez Silyan                 |
| 2017 | «backseat»                           | Внеальбомный сингл                 | Paul John                    |
| 2017 | «witchblades»                        | Castles II                         | metro blu                    |
| 2017 | «Hollywood Dreaming»                 | Внеальбомный сингл                 | Gab3 & Miggy                 |
| 2017 | «benz truck»                         | Come Over When You’re Sober, Pt. 1 | getmezzy, susboy & omgimwigs |
| 2017 | «NO RESPECT FREESTYLE»               | Внеальбомный сингл                 | Illiegel                     |
| 2017 | «Suicide»                            | Walk on Water                      | Digital Cadence              |
| 2017 | «The Brightside»                     | Come Over When You’re Sober, Pt. 1 | Mezzy, Wiggy и Joseph Breese |
| 2017 | «Awful Things»                       | Come Over When You’re Sober, Pt. 1 | Sus Boy & Nick Koenig        |
| 2017 | «benz truck pt. 2»                   | Внеальбомный сингл                 | metro blu                    |
| 2017 | «favorite dress»                     | Castles II                         | Wiggy                        |
| 2017 | «Save That Shit»                     | Come Over When You’re Sober, Pt. 1 | Mezzy & Heavy Rayn           |
| 2018 | «Spotlight»                          | Внеальбомный сингл                 | Nick Koenig                  |
| 2018 | «Oh»                                 | Fky Away                           | н/д                          |
| 2018 | «4 GOLD CHAINS»                      | Внеальбомный сингл                 | Lil Peep & Heavy Rayn        |
| 2018 | «Cry Alone»                          | Come Over When You’re Sober, Pt. 2 | maxdotbam                    |
| 2018 | «Runaway»                            | Come Over When You’re Sober, Pt. 2 | Liza Womack & Steven Mertens |
| 2018 | «Life is Beautiful»                  | Come Over When You’re Sober, Pt. 2 | Mezzy                        |
| 2019 | «16 Lines»                           | Come Over When You’re Sober, Pt. 2 | Wiggy                        |
| 2019 | «I’ve Been Waiting (Vertical Video)» | Everybody’s Everything             | Sus Boy                      |
| 2019 | «I’ve Been Waiting»                  | Everybody’s Everything             | Andrew Donoho                |
| 2019 | «Falling Down (Travis Barker Remix)» | Внеальбомный сингл                 | getmezzy                     |
| 2019 | «When I Lie»                         | Goth Angel Sinner                  | Rayn & Peep                  |
| 2019 | «Belgium»                            | Goth Angel Sinner                  | Mezzy                        |
| 2019 | «Keep My Coo»                        | Everybody’s Everything             | н/д                          |
| 2020 | «crybaby»                            | Crybaby                            | getmezzy                     |
| 2020 | «lil jeep»                           | Crybaby                            | getmezzy                     |
| 2020 | «nineteen»                           | Crybaby                            | getmezzy                     |
| 2020 | «hellboy»                            | Hellboy                            | Paul John                    |
| 2021 | «lil kennedy»                        | California Girls                   | Quiet Cam                    |
| 2021 | «cocaine shawty»                     | Friends                            | Quiet Cam                    |
| 2022 | «feelz»                              | Feelz                              | Густав Ар & Will Silberfeld  |
| 2022 | «life»                               | Feelz                              | Густав Ар & Will Silberfeld  |
| 2023 | «Ballin’»                            | Diamods                            | ILikeWhereImAt               |

### Комментарии
1. ↑  «Spotlight» не вошел в чарт Billboard Hot 100, но достиг высшей позиции под номером три в чарте Bubbling Under Hot 100 Singles.[32]
2. ↑  «Sunlight on Your Skin» не вошел в чарт NZ Top 40 Singles, но достиг высшей позиции под номером 36 в чарте NZ Hot Singles.[36]
3. ↑  «Cry Alone» не вошел в чарт NZ Top 40 Singles, но достиг высшей позиции под номером 20 в чарте NZ Hot Singles.[38]
4. ↑  «Runaway» не вошел в чарт NZ Top 40 Singles, но достиг высшей позиции под номером 28 в чарте NZ Hot Singles.[39]
5. ↑  «Runaway» не вошел в чарт Swedish Singellista, но достиг высшей позиции под номером 18 в чарте Swedish Heatseeker.[40]
6. ↑  «Life Is Beautiful» не вошел в чарт Billboard Hot 100, но достиг высшей позиции под номером четыре в чарте the Bubbling Under Hot 100 Singles.[32]
7. ↑  «Life Is Beautiful» не вошел в чарт NZ Top 40 Singles, но достиг высшей позиции под номером шесть в чарте NZ Hot Singles.[41]
8. ↑  «Life Is Beautiful» не вошел в чарт Swedish Singellista, но достиг высшей позиции под номером два в чарте Swedish Heatseeker.[40]
9. ↑  «I’ve Been Waiting» не вошел в чарт NZ Top 40 Singles, но достиг высшей позиции под номером 12 в чарте NZ Hot Singles.[43]
10. ↑  «I’ve Been Waiting» не вошел в чарт Swedish Singellista, но достиг высшей позиции под номером 13 в чарте Swedish Heatseeker.[44]
11. ↑  «Star Shopping» не вошёл в чарт NZ Top 40 Singles, но достиг высшей позиции под номером 22 в чарте NZ Hot Singles.[46]
12. ↑  «Nuts» не вошёл в чарт NZ Top 40 Singles, но достиг высшей позиции под номером 40 в чарте NZ Hot Singles.[49]